# Magnus Lang
Magnus Lang, auch Magno Longo (vor 1599 – nach 1618), war ein deutscher Lautenmacher, der in Neapel und Padua wirkte.

## Leben
Magnus Lang stammte aus der Gegend um Füssen, einem Zentrum des Lauten- und Geigenbaus. Große Teile seines Lebens verbrachte er in Neapel und Padua, wo er eine Werkstatt für den Instrumentenbau führte.